# Étienne Rous
 (février 2025).
Pour les articles homonymes, voir Rous (homonymie).
Étienne Rous est un homme politique français né le 9 novembre 1803 à Montauban (Tarn-et-Garonne) et décédé le 15 décembre 1879 à Montauban.
Avocat à Toulouse, opposant à la Restauration, il est poursuivi et acquitté en 1829 pour délit de presse. Il est substitut à Montauban de 1830 à 1834, et est destitué pour ses opinions républicaines. Il est député de Tarn-et-Garonne de 1848 à 1849, siégeant à droite. Il devient ensuite juge à Montauban de 1850 à 1874.

## Sources
- « Étienne Rous », dans Adolphe Robert et Gaston Cougny, Dictionnaire des parlementaires français, Edgar Bourloton, 1889-1891 [détail de l’édition]